# Zamarada fallaciosa
Zamarada fallaciosa là một loài bướm đêm trong họ Geometridae.